# Tapentadol
Tapentadol is een pijnstiller die op twee verschillende manieren op het centraal zenuwstelsel werkt. Enerzijds remt het de heropname van noradrenaline en anderzijds werkt het als een opioïde; het is het een agonist van de µ-opioïdereceptor. Dit geeft tapentadol een uniek farmacologisch profiel. Het wordt voorgeschreven voor de verlichting van ernstige chronische pijn die enkel met opiaten goed kan behandeld worden.
Omdat tapentadol werkt als een opiaat bestaat de mogelijkheid van verslaving en misbruik.
Tapentadol is ontwikkeld door het Duitse bedrijf Grünenthal GmbH in samenwerking met Johnson & Johnson. In geneesmiddelen wordt het hydrochloride van tapentadol gebruikt. Grünenthal verkoopt het onder de merknamen Palexia en Yantil (tabletten) In de Verenigde Staten wordt het verkocht onder de merknaam Nucynta door Janssen Pharmaceutica.

## Bijwerkingen
Tapentadol kan allergische reacties veroorzaken; ook is een langzamere of zwakkere ademhaling dan normaal mogelijk.
Zeer vaak (bij meer dan 1 op de 10 gebruikers) komt misselijkheid, braken, duizeligheid, slaperigheid of hoofdpijn voor.
Vaak (bij 1 tot 10 op de 100 gebruikers): verminderde eetlust, angst, confusie, hallucinatie, slaapproblemen, abnormale dromen, beven, blozen, constipatie, diarree, maag- en darmstoornissen, droge mond, jeuk, toegenomen zweten, huiduitslag, spierkrampen, gevoel van zwakte, vermoeidheid, het gevoel dat de lichaamstemperatuur verandert.